# Команданте-Луис-Пьедрабуэна
Команданте-Луис-Пьедрабуэна (исп. Comandante Luis Piedrabuena) — город и муниципалитет в департаменте Корпен-Айке провинции Санта-Крус (Аргентина) на острове Павон в русле реки Рио-Санта-Крус.

## История
Этот населённый пункт, который раньше носил названия «Пасо-Санта-Крус» и «Пасо-Ибаньес», происходит от фактории, которую в 1859 году основал моряк Луис Пьедрабуэна. В те времена земли, управляемые аргентинскими властями, заканчивались далеко на севере, а в Патагонии жили индейцы. В 1865 году Луис Пьедрабуэна смог убедить вождя Касимиро Бигуа признать суверенитет Аргентины над Магеллановым проливом, включая Сан-Грегорио, где размещалась ставка вождя. За это президент Бартоломе Митре в 1866 году произвёл Пьедрабуэну в подполковники аргентинской армии. В 1869 году Касимиро Бигуа, встретившись с пятью другими вождями, признали над собой аргентинский суверенитет, а аргентинский флаг — в качестве собственного, обязавшись защищать Патагонию от чужих посягательств.
24 августа 1933 года, в день сотой годовщины со дня рождения его основателя, населённый пункт был переименован в «Команданте-Луис-Пьедрабуэна».